# Christo Christow (Historiker)
Christo Angelow Christow (bulgarisch Христо Ангелов Христов; * 9. Januar 1915 in Charmanli; † 4. Februar 1992 in Bulgarien) war ein bulgarischer Historiker.
Christow war seit 1963 Direktor des Instituts für Geschichte der Bulgarischen Akademie der Wissenschaften.
In seinen wissenschaftlichen Arbeiten befasste er sich mit der jüngeren Geschichte Bulgariens. Er wurde mit dem Dimitroffpreis ausgezeichnet.

## Werke (Auswahl)
- Die revolutionäre Krise in Bulgarien 1918/19, 1957
- Paisij Chilendarski, Epoche, Lebensweg und Werk, 1972